# Wereldkampioenschappen zwemmen 2017 – 4×200 meter vrije slag vrouwen
De 4×200 meter vrije slag voor vrouwen op de wereldkampioenschappen zwemmen 2017 in Boedapest vond plaats op 27 juli 2017. Na afloop van de series kwalificeerden de acht snelste ploegen zich voor de finale.

## Records
Voorafgaand aan het toernooi waren dit het wereldrecord en het kampioenschapsrecord
| Wereldrecord         | China Yang Yu Zhu Qianwei Liu Jing Pang Jiaying | 7.42,08 | Rome | 30 juli 2009 |
| Kampioenschapsrecord | China Yang Yu Zhu Qianwei Liu Jing Pang Jiaying | 7.42,08 | Rome | 30 juli 2009 |

## Uitslagen

### Series
| Rang | Baan | Namen            | Land | Tijd    | Bijz. |
| ---- | ---- | ---------------- | --- | ------- | ----- |
| 1    | 6    | China            | Zhang Yuhan (1:57.13) Liu Zixuan (1:56.82) Wang Jingzhuo (1:59.09) Shen Duo (1:58.71)                             | 7:51.75 | Q     |
| 2    | 8    | Japan            | Chihiro Igarashi (1:58.74) Rikako Ikee (1:58.53) Tomomi Aoki (1:58.64) Aya Takano (1:57.76)                       | 7:53.67 | Q     |
| 3    | 4    | Verenigde Staten | Melanie Margalis (1:56.58) Cierra Runge (1:59.17) Hali Flickinger (1:58.46) Madisyn Cox (1:59.52)                 | 7:53.73 | Q     |
| 4    | 5    | Australië        | Madison Wilson (1:57.88) Kotuku Ngawati (1:58.82) Shayna Jack (1:58.77) Leah Neale (1:59.27)                      | 7:54.74 | Q     |
| 5    | 1    | Nederland        | Robin Neumann (1:59.00) Femke Heemskerk (1:56.51) Esmee Vermeulen (1:59.09) Marjolein Delno (2:00.56)             | 7:55.16 | Q     |
| 6    | 2    | Rusland          | Darja Oestinova (1:59.00) Viktoria Andrejeva (1:57.95) Anastasia Goezjenkova (2:00.06) Arina Openysjeva (1:58.66) | 7:55.67 | Q     |
| 7    | 7    | Hongarije        | Ajna Késely (1:58.60) Evelyn Verrasztó (1:58.90) Zsuzsanna Jakabos (1:57.54) Fanni Gyurinovics (2:00.73)          | 7:55.77 | Q     |
| 8    | 3    | Canada           | Katerine Savard (1:59.16) Mary-Sophie Harvey (1:59.39) Rebecca Smith (1:58.54) Kayla Sanchez (1:59.40)            | 7:56.49 | Q     |
| 9    | 0    | Italië           | Alice Mizzau (1:59.56) Stefania Pirozzi (1:59.58) Anna Mascolo (2:01.68) Simona Quadarella (2:02.00)              | 8:02.82 |       |
| 10   | 9    | Denemarken       | Signe Bro (2:01.29) Marina Hansen (2:00.56) Maj Howardsen (2:02.38) Anina Lund (2:02.44)                          | 8:06.67 |       |

### Finale
| Rang   | Baan | Namen | Land             | Tijd    | Bijz. |
| ------ | ---- | --- | ---------------- | ------- | ----- |
| Goud   | 3    | Leah Smith (1:55.97) Mallory Comerford (1:56.92) Melanie Margalis (1:56.48) Katie Ledecky (1:54.02)          | Verenigde Staten | 7.43,39 |       |
| Zilver | 4    | Ai Yanhan (1:56.62) Liu Zixuan (1:56.34) Zhang Yuhan (1:56.54) Li Bingjie (1:55.46)                          | China            | 7.44,96 |       |
| Brons  | 6    | Madison Wilson (1:57.33) Emma McKeon (1:56.26) Kotuku Ngawati (1:58.31) Ariarne Titmus (1:56.61)             | Australië        | 7.48,51 |       |
| 4      | 7    | Veronika Popova (1:55.95) Viktoria Andrejeva (1:57.48) Darja Oestinova (1:56.93) Arina Openysjeva (1:58.23)  | Rusland          | 7.48,59 |       |
| 5      | 5    | Chihiro Igarashi (1:57.84) Rikako Ikee (1:57.38) Tomomi Aoki (1:57.72) Aya Takano (1:57.49)                  | Japan            | 7.50,43 |       |
| 6      | 1    | Ajna Késely (1:58.62) Zsuzsanna Jakabos (1:58.09) Evelyn Verrasztó (1:58.34) Katinka Hosszú (1:56.28)        | Hongarije        | 7.51,33 |       |
| 7      | 2    | Robin Neumann (1:58.83) Femke Heemskerk (1:55.46) Esmee Vermeulen (1:59.55) Marjolein Delno (2:00.45)        | Nederland        | 7.54,29 |       |
| 8      | 8    | Mary-Sophie Harvey (1:58.57) Rebecca Smith (1:58.70) Katerine Savard (1:58.23) Mackenzie Padington (2:00.07) | Canada           | 7.55,57 |       |